# Dingsishan-Stätte
Die Fundstelle von Dingsishan (顶蛳山遗址,  Dǐngsīshān yízhǐ) ist ein Muschelhaufen (贝丘遗址), der in den Übergang vom Jungpaläolithikum zum Epipaläolithikum datiert wird. Er liegt auf der ersten Terrasse des Bachi-Flusses im Stadtbezirk Yongning im Osten von Nanning im chinesischen Autonomen Gebiet Guangxi.
Funde stammen aus der Zeit zwischen 10.000-6.000 vor heute. Nach Fu Xianguo vom Archäologischen Institut der Chinesischen Akademie der Sozialwissenschaften wurden hier die frühesten neolithischen Relikte des Lingnan-Gebiets 岭南地区 – d. h. Südchinas – entdeckt. Etwa 10.000 Jahre alte Keramikfunde liefern wichtige Aufschlüsse über die frühe Töpferei.
Dingsishan steht seit 2001 auf der Liste der Denkmäler der Volksrepublik China (5-101). Sie wurde von der Guangxi-Arbeitsgruppe des Archäologischen Instituts der Chinesischen Akademie der Sozialwissenschaften 中国社会科学院考古研究所广西工作队, der Kulturgegenstandgruppe des Autonomen Gebiets Guangxi der Zhuang 广西壮族自治区文物队 und vom Stadtmuseum Nanning 南宁市博物馆 ausgegraben.